# ポール・アンダースン
ポール・ウィリアム・アンダースン（Poul William Anderson、1926年11月25日 - 2001年7月31日）は、アメリカ合衆国の小説家、SF作家。北欧系で、名のPoulは英語名のPaulとは異なる。姓はアンダーソンと表記することもある。ファンタジーや歴史小説もいくつか書いている。ヒューゴー賞を7度、ネビュラ賞を3度など、様々な賞を受賞している。
多作かつ「はずれのない作家」と言われる。ハードSFの書き手として知られ、相対論的効果を正面から扱った『タウ・ゼロ』は評判となった。他にはタイム・パトロールものの古典『タイム・パトロール』なども有名。作品の一部は「惑星間協調機関」（The Psychotechnic League）シリーズという独自の未来史を形成していた（日本語にはあまり訳されていない）。「リアリティーを高めるため、常に五感のうちの三つ以上に言及する」という独自の手法を持っていた。

## 生涯
1926年11月25日、ペンシルベニア州ブリストルで生まれる。誕生後まもなく一家はテキサス州に引越し、10年以上を過ごした。父が亡くなると、未亡人となった母は子供たちをつれてデンマークに帰国した。アメリカに戻ったのは第二次世界大戦勃発後で、ミネソタ州の農場に落ち着いた。
ミネソタ大学で物理学を専攻し、1948年に卒業。しかし、物理学者になろうとはしなかった。というのも大学在学中の1947年、『アスタウンディング』誌に発表した「明日の子供たち」（F・ウォルドロップと共作）で作家デビューしていたためである。大学卒業後はフリーランスのライターとして働き始めた。長編第1作『脳波』は1951年に出版された。
1953年、カレン・クルーゼと結婚し、サンフランシスコのベイエリアに引っ越した。1954年に生まれた一人娘は、後にSF作家グレッグ・ベアと結婚した。後にバークレーにほど近いカリフォルニア州オリンダに家を建て、亡くなるまでそこで過ごすことになった。
1960年代にはヒロイック・ファンタジー作家のグループ Swordsmen and Sorcerers' Guild of America の一員としてファンタジー小説も書き、リン・カーターのアンソロジー Flashing Swords! に掲載されている。1966年、中世ヨーロッパの文化を研究・再現する団体 Society for Creative Anachronism の創設に関わった。
1972年、アメリカSFファンタジー作家協会の第6代会長を務めた。
ロバート・A・ハインラインの1985年の小説『ウロボロス・サークル』の献辞にある「ポウル」はポール・アンダースンのことである。
癌のため1か月間入院したのち、2001年7月31日に死去。

## 受賞歴
- ガンダルフ賞グランドマスター賞 (en)（1978年）
- ヒューゴー賞
  - 短編「長い旅路」（1961年）
  - 短編「王に対して休戦なし」（1964年）
  - 中編『肉の分かち合い』（1969年）
  - 中長編『空気と闇の女王』（1972年）
  - 中編『トラジェディ』（1973年）
  - 中編 Hunter's Moon（1979年）
  - 中長編 The Saturn Game（1982年）
- ジョン・W・キャンベル記念賞
  - Genesis (2001年）[5]
- ローカス賞
  - 短編『空気と闇の女王』（1972年） [6]
- ネビュラ賞
  - 中編 『空気と闇の女王』（1971年）
  - 中編 『トラジェディ』（1972年）
  - 中長編 The Saturn Game（1981年）
- プロメテウス賞
  - 殿堂賞 Trader to the Stars（1985年）
  - The Stars are also Fire（1995年）
  - 殿堂賞 The Star Fox（1995年）
  - 特別賞 (2001年）
- SFWA グランド・マスター賞（1997年）

## 評価
- 英米のSF界ではかつて、クラーク、アシモフ、ブラッドベリ、ハインラインとともに「ビッグ5」と呼ばれた[7]。
- SF評論家の水鏡子は、『脳波』（ハヤカワ文庫）の解説として書かれた「アンダーソン・ノート」において、（大作家ではないが）アメリカSFの根幹をなす作家として論じている。

## 作品リスト

### 単発長編
- 『脳波』（Brain Wave(1954)、山田純訳、元々社、最新科学小説全集14） 1956、のち林克巳訳、ハヤカワSFシリーズ 1962、のちハヤカワ文庫 1978
- 『折れた魔剣』（The Broken Sword(1954)、関口幸男訳、ハヤカワ文庫SF） 1974、のち新訳 2005
- 『鳥人大戦争』（War of the Wing-Men(1958)、関口幸男訳、双葉社、双葉ノベルス） 1981
- 『敵の星』（The Enemy Stars(1959)、岡部宏之訳、ハヤカワSFシリーズ） 1969
- 『天翔ける十字軍』（The High Crusade(1960)、豊田有恒訳、ハヤカワSFシリーズ） 1966、のちハヤカワ文庫SF 1980
- 『無限軌道』（Orbit Unlimited(1961)、浅倉久志訳、ハヤカワSFシリーズ） 1969
- 『魔界の紋章』（Three Hearts and Three Lions（1961）、豊田有恒訳、ハヤカワSFシリーズ）1970、のちハヤカワ文庫SF 1978
- 『たそがれの地球』（Twilight World(1961)、船戸牧子訳、ハヤカワSFシリーズ） 1971
- 『審判の日』（After Doomsday(1963)、砧一郎訳、ハヤカワSFシリーズ） 1964
- 『最後の障壁』（Shield(1963)、井上一夫訳、ハヤカワSFシリーズ） 1964
- 『時の歩廊』（The Corridor of Time(1965)、浅倉久志訳、ハヤカワSFシリーズ） 1967、のちハヤカワ文庫SF 1979
- 『タウ・ゼロ』（Tau Zero（1970）、浅倉久志訳、創元SF文庫） 1992 - 1993年星雲賞受賞
- 『大魔王作戦』（Operation Chaos(1971)、浅倉久志訳、ハヤカワ文庫SF） 1983
- 『焦熱期』（Fire Time(1974)、関口幸男訳、ハヤカワ文庫SF） 1983
- 『アーヴァタール』上・下（The Avatar(1978)、小隅黎訳、創元推理文庫） 1981
- 『百万年の船』1 - 3（The Boat of a Million Years(1989)、岡部宏之訳、ハヤカワ文庫SF） 1993 - 1994

### 「惑星間協調機関」シリーズ
- 『銀河よ永遠なれ』（The Star Ways(1956)、三田村裕訳、ハヤカワ文庫SF）1973
- 『処女惑星』（Virgin Planet(1959)、榎林哲訳、創元推理文庫） 1970

### 「タイム・パトロール」シリーズ
- 『タイム・パトロール』（Guardians of Time(1960)、深町眞理子, 稲葉明雄訳、ハヤカワSFシリーズ） 1966、のち早川書房 世界SF全集21 1971、のちハヤカワ文庫SF 1977
- 『タイム・パトロール / 時間線の迷路』上・下（The Shield of Time(1990)、大西憲訳、ハヤカワ文庫SF） 1995

### 「ドミニク・フランドリイ」シリーズ
- 『地球帝国秘密諜報員』（Agent of the Terran Empire(1965)、浅倉久志訳、ハヤカワ文庫SF） 2006

「虎口を逃れて」「地球諜報員」「謎の略奪団」「好敵手」「名誉ある敵」「<天空洞>の狩人たち」

### 「ホーカ」シリーズ
（ゴードン・R・ディクスンとの共著）
- 『地球人のお荷物』（Earthman's Burden(1957)、伊藤典夫, 稲葉明雄訳、ハヤカワ文庫SF） 1973 - 短編集
- 『星の王子チャーリー』（Star Prince Charlie(1975)、鎌田三平訳、立風書房 海外SF＆ファンタジー） 1981、のち改題『がんばれチャーリー』（宇佐川晶子訳、ハヤカワ文庫SF） 1988 - 長編
- 『くたばれスネイクス!』（Hoka!(1983?)、伊藤典夫訳、ハヤカワ文庫SF） 1987 - 短編集

### 短編集
- 『地球人よ、警戒せよ!』（Strangers from Earth(1961)、榎林哲訳、創元推理文庫） 1971

「地球人よ、警戒せよ!」「野生の児」「ドン・キホーテと風車」「宇宙のジプシー」「さしあたり」「火星上の決闘」「運命の野獣」「分解する空」「宇宙の群盗」

### ジュブナイル
- 『五百年後の世界』（Vault of the Ages(1952)、平田みつ子訳、石泉社/銀河書房、少年少女科学小説選集4） 1956 、のち改題『タイム・カプセルの秘密』（内田庶訳、岩崎書店、エスエフ少年文庫16） 1972、のち岩崎書店フォア文庫 1981、のち岩崎書店 SFロマン文庫16 1986、のち岩崎書店 SF名作コレクション16 2006

※以上の他に、日本語訳が未刊の作品が多少ある。

## 小説への登場
フィリップ・K・ディックの「水蜘蛛計画」にはポール・アンダースンが主要キャラクターとして登場している。